# Sherman (Dakota du Sud)
Pour les articles homonymes, voir Sherman.
Sherman est une municipalité américaine située dans le comté de Minnehaha, dans l'État du Dakota du Sud.
Fondée en 1888, la localité doit son nom à E. A. Sherman, un banquier de Sioux Falls.

## Démographie
| 1910 | 1920 | 1930 | 1940 | 1950 | 1960 |
| ---- | ---- | ---- | ---- | ---- | ---- |
| 138  | 206  | 192  | 158  | 120  | 116  |

| 1970 | 1980 | 1990 | 2000 | 2010 | - |
| ---- | ---- | ---- | ---- | ---- | - |
| 82   | 100  | 88   | 87   | 78   | - |

Selon le recensement de 2010, Sherman compte 78 habitants. La municipalité s'étend sur 0,26 milles carrés (0,67 km2).